# Riła (gmina)
Riła (bułg. Община Рила) – gmina w zachodniej Bułgarii, w obwodzie Kiustendił.

## Miejscowości
Miejscowości wchodzące w skład gminy Riła:
- Padała (bułg. Падала),
- Pastra (bułg. Пастра),
- Riła (bułg. Рила) – siedziba gminy,
- Riłski manastir (bułg. Рилски манастир),
- Smoczewo (bułg. Смочево).